# Período Kofun
El período Kofun (古墳時代 Kofun-jidai?) es una era en la historia de Japón que se extiende desde alrededor del año 250 al 538. El término japonés kofun se refiere a los túmulos funerarios que se datan a partir de este período. El período Kofun sigue al período Yayoi, y junto al período Asuka son llamados colectivamente como el período Yamato. 

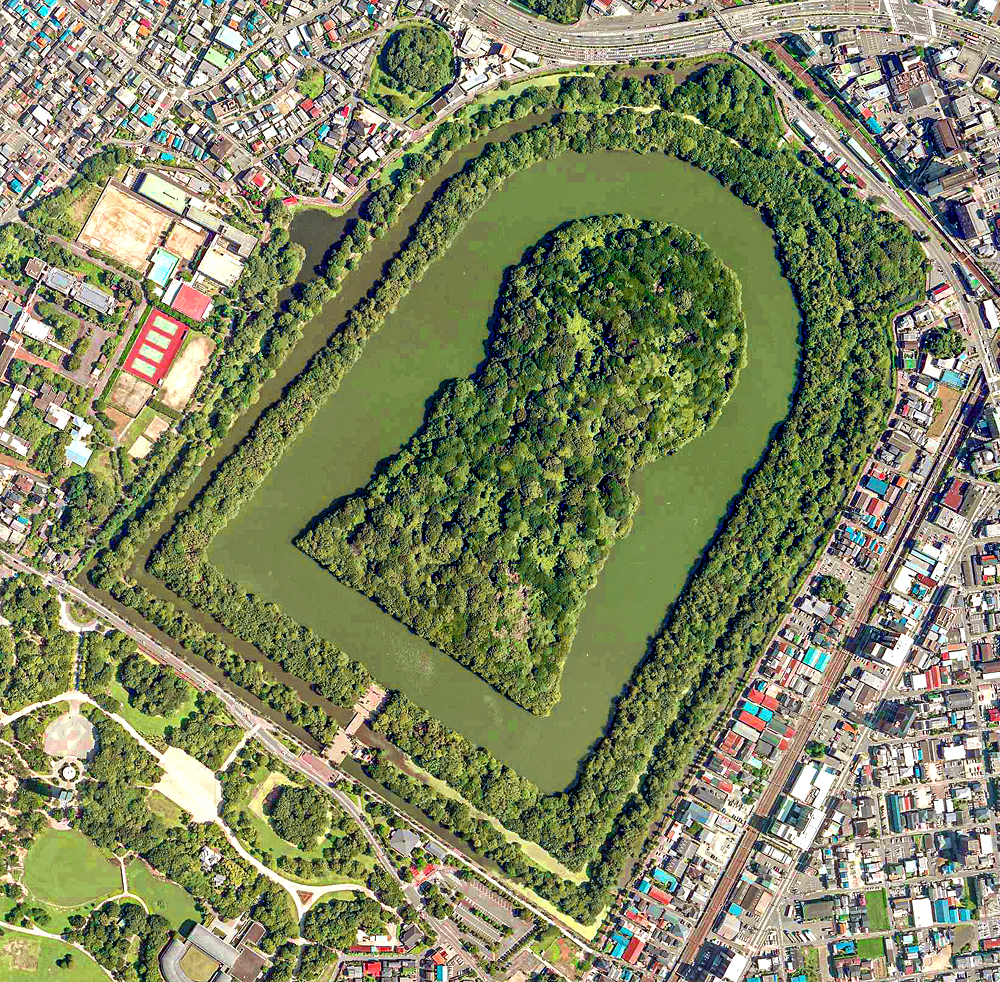
El Daisenryō-Kofun, tumba dedicada al Emperador Nintoku (16º emperador de Japón), es la tumba más grande de Japón; fue construida en el siglo y se encuentra en la ciudad de Sakai, prefectura de Osaka.

Generalmente, el período Kofun se divide a partir del período de Asuka por sus diferencias culturales. El período Kofun es ilustrado como una cultura que existió antes de la introducción del budismo. Políticamente, el establecimiento de la corte de Yamato, y su extensión como estados aliados desde Kyūshū hasta Kantō son factores claves en la definición del período.
El registro arqueológico, y las fuentes chinas antiguas, indican que varias tribus y jefaturas de Japón no comenzaron a unirse en estados hasta el año 300, cuando las tumbas grandes comenzaron a aparecer mientras que no había contactos entre Japón y China occidental. Algunos describen el «siglo misterioso», como una época de guerras fratricidas y en que varias de las jefaturas compitieron por la hegemonía de Kyūshū y Honshū.

## Las tumbaskofun

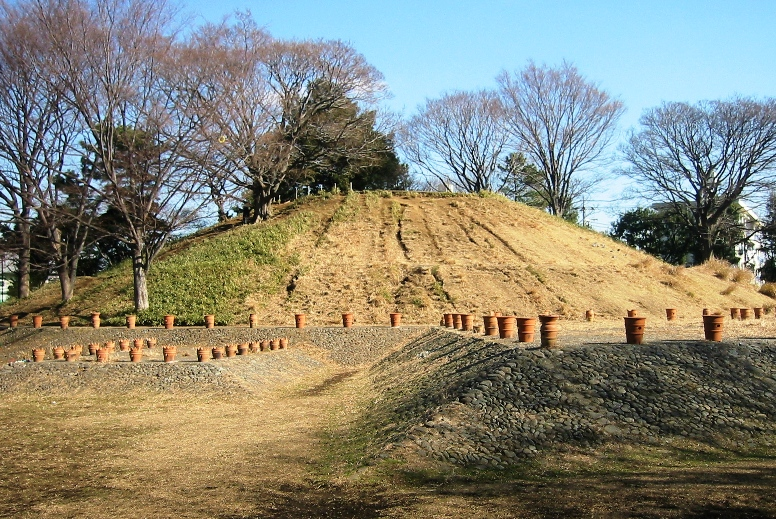
Noge-Ōtsuka, kofun localizado en Tokio y construido en el siglo.

Los kofun (古墳?   literalmente, «tumba antigua» o «túmulo antiguo») se refieren generalmente a las tumbas o túmulos megalíticos en Japón; aunque en un modo más estricto se refiere a las grandes construcciones megalíticas, cuyo origen remoto puede estar en China, y que fueron realizadas como tumbas para las personas influyentes y de alta jerarquía en el Antiguo Japón, entre la segunda mitad del siglo III hasta la primera mitad del siglo VII, y cuyo nombre dio origen a la era Kofun, período localizado dentro de la era Yamato.
Los túmulos kofun han tenido diferentes formas a través de su historia: la original fue el kofun circular (円墳 enpun?), seguido del kofun rectangular (前方後方 zenpō kōhō?) y del kofun cuadrado (方墳 hōfun?). El más conocido es el kofun con forma de ojo de cerradura (前方後円 zenpō kōen?).
Las primeras tumbas eran simples, ya que solo presentaban un féretro enterrado en la cima del montículo o dentro de una cámara de piedra, pero más adelante también se colocaron en la tumba bienes funerarios, como armas, espejos de bronce u otros artículos personales. Las personas más poderosas contaban con miles de piezas enterradas con ellos dentro de montículos separados hechos exclusivamente para ese propósito. Entre las decoraciones destaca el uso de haniwa, figuras de arcillas con propósito ornamental y espiritual. Algunos de los primeros túmulos se hicieron a partir de colinas naturales, pero desde el año 400 d. C. aumentó la frecuencia de emplear un terreno plano y construir un foso. A finales del período, los túmulos funerarios se hicieron más pequeños y se difundió su uso para personas de estatus inferior, con grupos de túmulos de 15 metros formando cementerios. Aunque las primeras kofun se encontraron en el centro de Honshū, alrededor de las modernas prefecturas de Kioto, Nara y Osaka. Estos cementerios datan de los primeros años del siglo IV d. C., pero posteriormente se extenderían a Kyūshū en el sur y a las áreas norte y este de Honshū en la segunda mitad del siglo.

## Cultura

### Idioma
Los chinos, japoneses y coreanos escribieron relatos históricos principalmente en caracteres chinos, lo que dificulta el rastreo de la pronunciación original. Aunque la escritura era en gran parte desconocida para los japoneses indígenas de la época, las habilidades literarias de los extranjeros parecen haber sido cada vez más apreciadas por la élite japonesa. La espada Inariyama, fechada entre 471 y 531, contiene inscripciones en un estilo usado en China en ese momento.

### Haniwa

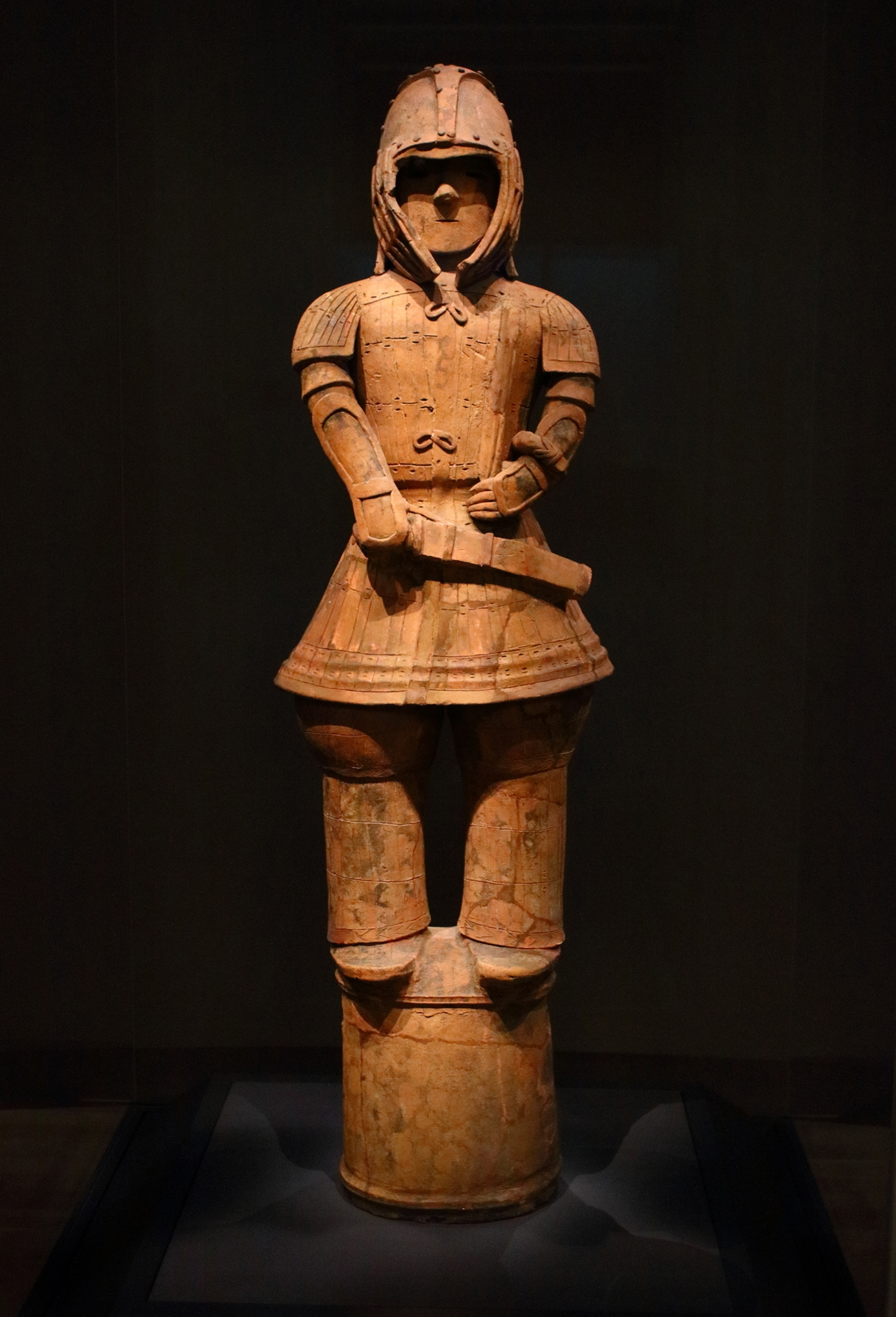
Guerrero de Ōta, de de altura, equipado de una armadura completa y detallada típica de Kantō. La numerosa presencia de haniwa guerreros denota el carácter militar de la sociedad Kofun.

Las haniwa (埴輪 anillos de arcilla?) eran figuras de arcilla originarias del oeste de Japón de objetos inanimados, seres humanos o animales, que se colocaban en las tumbas kofun entre los siglos IV y VII. Su propósito inicial consistía en mantener la tierra de los montículos funerarios en su lugar. Posteriormente evolucionaron desde su forma original de cilindros sencillos hasta adquirir significados rituales y formas que reflejan la sociedad de la época. Entre los temas retratados en las haniwa se pueden encontrar guerreros, sacerdotisas, madres, caballos, barcas y casas.

### Cerámica
Una contribución notable durante el período Kofun fue la cerámica Sue (Sueki), producida por primera vez a mediados del siglo V. Esta clase de artículos suelen estar hechos de arcilla gris azulada y, a menudo, presentan un cuerpo delgado y duro, ya que ha sido horneada a temperaturas de aproximadamente 1200 °C, un rango similar al que se utiliza para producir gres y porcelana. Aunque las raíces de Sueki se remontan a la antigua China, su precursor directo es la propia del período de los Tres Reinos en Corea. Técnicamente más avanzado que la cerámica Jōmon y Yayoi, Sueki marca un punto de inflexión en la historia de la cerámica japonesa. El torno de alfarero se usó por primera vez, y la cerámica se manufacturaba en una sola cámara en forma de túnel medio enterrada en el suelo a lo largo de la pendiente de una colina. El esmalte verde, que evolucionó a partir de la apariencia de ceniza natural a causa horno, se aplicó intencionalmente a los objetos ceremoniales a partir de la segunda mitad del siglo VII.

### Introducción de la cultura material
Gran parte de la cultura material del período Kofun demuestra que Japón estaba en estrecho contacto político y económico con Asia continental (especialmente con las dinastías del sur de China) a través de la península de Corea; se han encontrado espejos de bronce fundidos con el mismo molde a ambos lados del estrecho de Tsushima. El riego, la sericultura y el tejido fueron traídos a Japón por inmigrantes chinos, como mencionan en las antiguas historias japonesas; el clan chino Hata (秦, léase «Qin» en chino) introdujo la sericultura y ciertos tipos de tejido.

## Sociedad

### Gobierno

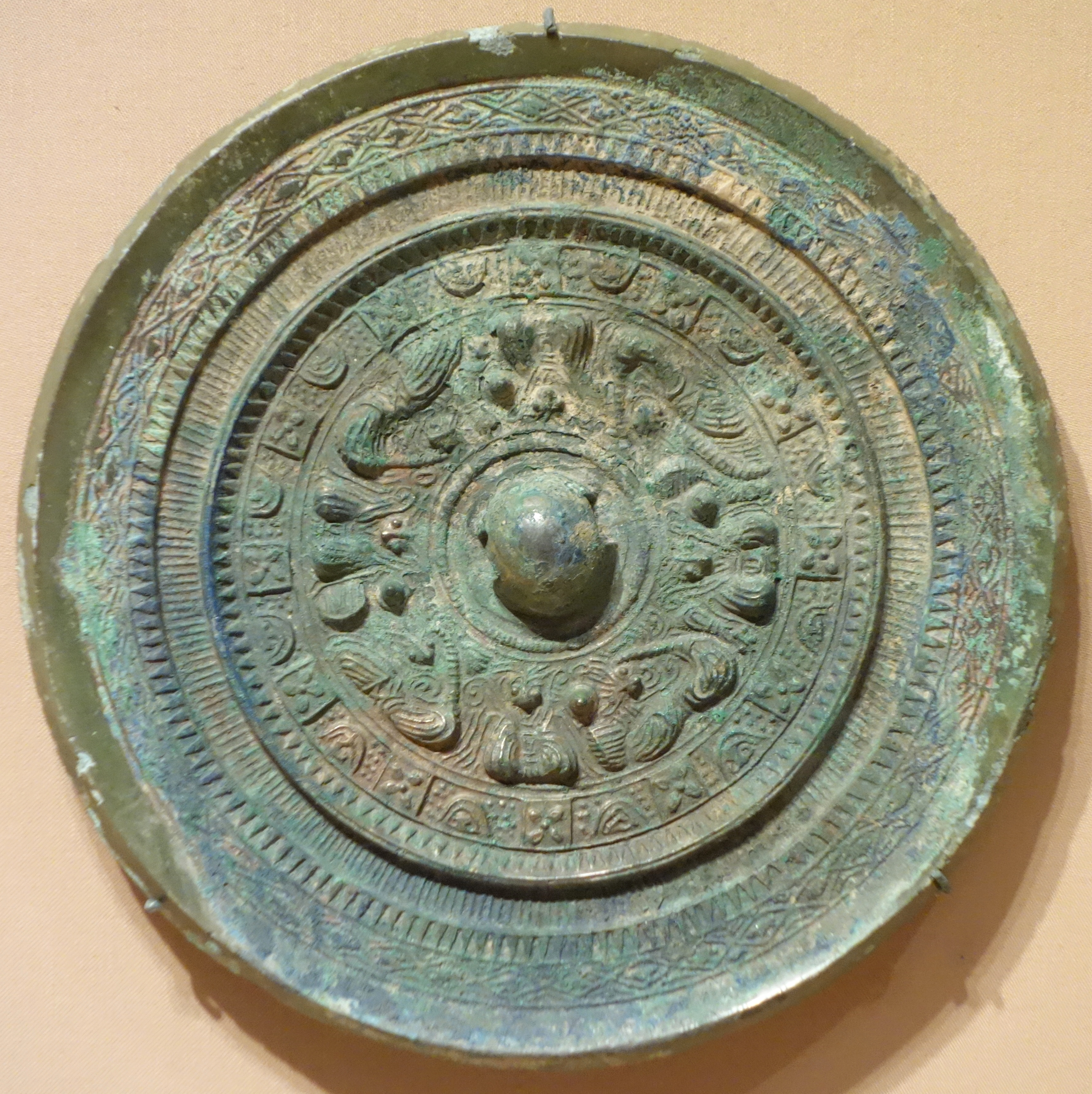
Un espejo de bronce datado del período Kofun. Muchos espejos fundidos en el mismo molde han aparecido en numerosas tumbas dispersas de Japón, lo que sugiere su uso como símbolos políticos.

El origen de los gobiernos japoneses tiene su inicio en el período Kofun: se apunta a la existencia de una confederación de estados tribales bajo el seno de una dinastía central, con un poder en aumento y asentada en Yamato. Estos caciques alegaban descender de la Diosa del Sol y extendieron su dominio hacia el este y el oeste de Japón, desde las llanuras de Kantō hasta el norte de Kyūshū. Como muestra de su creciente poder cabe mencionar la construcción de las tumbas kofun y la distribución de espejos de bronce de un mismo molde para mostrar su autoridad sobre el resto de tribus. Entre los siglos V y VI comenzó a instaurarse en Yamato un linaje real que utilizó la simbología solar para legitimar su gobierno. Del mismo modo, la corte Yamato alcanzó sus intereses mediante la distribución de títulos, matrimonios y la adquisición de tierras.

### Estratificación
En cuanto a estratos sociales, por debajo de la corte Yamato (llamados Daiō, «Gran rey») la sociedad se componía de uji, be y esclavos. Los uji eran los clanes rivales a Yamato; algunos de ellos eran muy poderosos debido a su cercanía con la corte, entre ellos los clanes Soga, Mononobe, Nakatomi o Kasuga. Sus jefes recibían más títulos —como clan asistente o líder provincial— según sus lazos con el linaje real y en función de los servicios prestados. Al servicio de los uji se encontraban los be, trabajadores que producían papel, téjidos, armas o productos agrícolas, o bien llevaban a cabo ocupaciones hereditarias como camareros o escribas bajo mando de los caciques. En el nivel social más bajo se encontraban los esclavos (yatsuko).

## Migraciones
Toraijin es un término que se refiere a las personas que llegaron a Japón desde el extranjero, incluidos los chinos continentales que habitaban el antiguo Japón a través de las islas Ryūkyū o la península de Corea. Introdujeron numerosos aspectos importantes de la cultura china en el país nipón. Al valorar el conocimiento y la cultura del territorio vecino, el gobierno de Yamato dio un trato preferencial a los toraijin. Según el Shinsen Shōjiroku (1815), se consideró que 317 de los 1182 clanes en la región de Kinai de Honshū tenían ascendencia extranjera: 163 eran de China, 104 de Baekje, 41 de Goguryeo, 6 de Silla y 3 de Gaya.
Baekje y Silla enviaron a sus príncipes como rehenes a la corte de Yamato a cambio de apoyo militar. El rey Muryeong de Baekje nació en Kyūshū (筑紫) de Japón como hijo de un rehén en 462, y dejó un descendiente que era un antepasado del noble menor Yamato no Fubito (和 史 escribas de Yamato?). Según Shoku Nihongi (続 日本 紀?), el pariente de Yamato no Fubito, Takano no Niigasa, era una descendiente de décima generación del rey Muryeong de Baekje, quien fue elegida como concubina del emperador Kōnin y era la madre del emperador Kanmu. En 2001, el emperador Akihito confirmó su antigua herencia real coreana a través de Kanmu Tennō.